# Patrica
Patrica es una localidad y comune italiana de la provincia de Frosinone, región de Lacio, con 3.110 habitantes.

## Evolución demográfica
| Gráfica de evolución demográfica de Patrica entre 1861 y 2001 |
|                                                               |
| Fuente ISTAT - elaboración gráfica de Wikipedia               |